# Карадаг (футбольный клуб)
«Карадаг Локбатан» (азерб. Qaradağ Lökbatan Futbol Klubu) — азербайджанский футбольный клуб из бакинского посёлка городского типа Локбатан. Выступает в Первом дивизионе чемпионата Азербайджана.

## История
Был основан в 2009 году под названием СОЦ «Нефтчи». В августе 2011 года Профессиональная футбольная лига Азербайджана объявила о том, что клуб будет переименован в «Гарадаг». С 2012 года команда официально именуется «Карадаг Локбатан».
3 года подряд выступив в Первом дивизионе чемпионата Азербайджана, по итогам сезона-2011/12 клуб занял 1-е место и получил право выступать в Премьер-лиге. Чемпионский кубок был вручен клубу 11 мая 2012 года.
При этом 30 апреля 2012 года Комиссия по лицензированию АФФА на своём заседании в связи с несоответствием заявки клуба подпункту «Д» 13-го пункта 8-й статьи Правил о Лицензировании клубов Премьер-лиги отказала клубу «Карадаг Локбатан» в праве участвовать в Премьер-лиге, оставив её в Первом дивизионе чемпионата Азербайджана.

## Достижения
Первый дивизион
- 1-е место: 2011/12, 2021/22
- 2-е место: 2012/13, 2015/16, 2017/18
- 3-е место: 2013/14

## Руководство клуба
- Президент клуба — Тахир Мустафаев[5]

## Тренерский состав
В сентябре 2024 года предыдущий главный тренер клуба Азер Гашимов был отправлен в отставку, на его место был назначен Амит Гулузаде.

## Главные тренеры
- Асим Ибрагимов (2012)[7]
- Азер Гашимов (? — 29 сентября 2024)[6]
- Амит Гулузаде (с 29 сентября 2024)[6]

## Стадион
Команда проводит свои домашние матчи на стадионе Олимпийского спортивного комплекса «Локбатан», находящегося в одноимённом поселке.